# 天璽 (呉)
天璽（てんじ）は、三国時代、呉の末帝孫晧の治世に行われた7番目の元号である。276年。

## 出来事
- 元年：瑞兆により天璽と改元。陽羡山に司徒の董朝や太常の周処を派遣して封禅の儀を実施。

## 西暦・干支との対照表
| 天璽 | 元年  |
| 西暦 | 276年 |
| 干支 | 丙申  |

## 他元号との対照表
| 天璽 | 元年  |
| 西晋 | 咸寧2 |